# Veluticeps setosa
Veluticeps setosa är en svampart som först beskrevs av Berk. & M.A. Curtis, och fick sitt nu gällande namn av Mordecai Cubitt Cooke 1880. Veluticeps setosa ingår i släktet Veluticeps och familjen Gloeophyllaceae.   Inga underarter finns listade i Catalogue of Life.